# نظام تقييم وتخطيط المياه

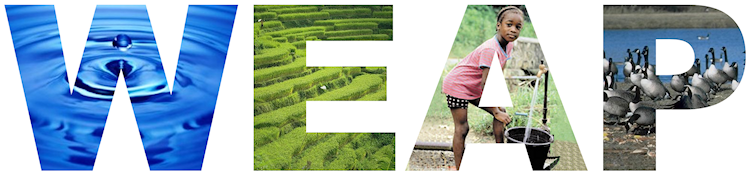

ويب (بالإنجليزية: WEAP) أو نظام تقييم وتخطيط المياه (بالإنجليزية: Water Evaluation And Planning system) هو برنامج للحواسيب الصغيرة للتخطيط المتكامل للموارد المائية. وهو يوفر إطارا شاملا ومرنًا وسهل الاستعمال لتحليل السياسات. هو نظام دعم القرار المستند إلى ويندوز للإدارة المتكاملة للموارد المائية وتحليل السياسات. وياب هي أداة لبناء النماذج، تستخدم لإنشاء محاكاة الطلب على المياه، والعرض، والجريان السطحي، والتبخر، ومتطلبات ري المحاصيل، ومتطلبات التدفق الداخلي، وخدمات النظام البيئي، والمياه الجوفية وتخزين السطح، وعمليات الخزان، وتوليد التلوث، والمعالجة، وغيرها. 
تم إنشاء وياب في عام 1988، ويستمر تطويره ودعمه من قبل مركز الولايات المتحدة لمعهد ستوكهولم للبيئة، وهو معهد أبحاث غير ربحي مقره في جامعة تافتس، في ماساتشوستس. يتم استخدامه على نطاق واسع لدراسات التكيف مع تغير المناخ، وقد تم تطبيقه من قبل الباحثين والمخططين في مئات المنظمات في جميع أنحاء العالم. 
يتم توزيع وياب مجانًا على المنظمات غير الحكومية والأكاديمية والحكومية غير الربحية الموجودة في الدول النامية.

## روابط خارجية
- الموقع الرسمي
- معهد ستوكهولم للبيئة - المركز الأمريكي
- موقع SEI الرئيسي
- جامعة تافتس
- معلومات ربط WEAP-MODFLOW من BGR